# Kryst the Conqueror
Kryst the Conqueror är ett kristet metal-band som bröderna Jerry Only och Doyle Wolfgang von Frankenstein  skapade 1987. Bröderna var före detta medlemmar i horrorpunk-bandet The Misfits. Bandet leddes av basisten Jerry (som senare tog scennamnet "Mo the great") och gitarristen Doyle.   

## Medlemmar
- Jerry Only – basgitarr (1987–1995)
- Doyle Wolfgang von Frankenstein – gitarr (1987–1995)
- The Murp – trummor (1987–1992)
- Jeff Scott Soto – sång (1989)
- Dr. Chud – trummor (1992–1995)

## Diskografi
- 1989 – Deliver Us From Evil (EP)